# Plaza de San Antonio (Santoña)

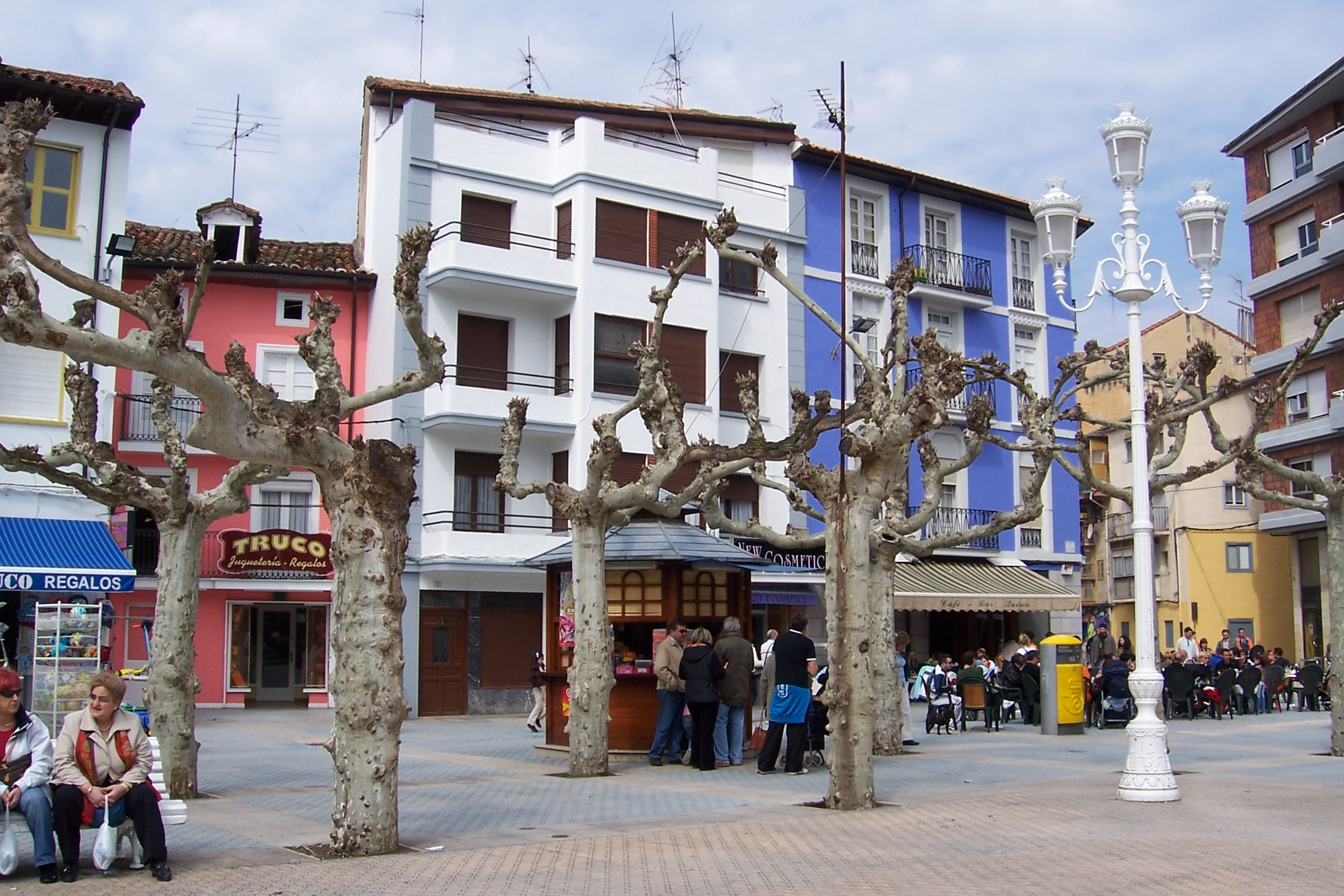
Lado oeste de la plaza, con algunas casas antiguas. Puede verse en la foto una de las farolas fernandinas que adornaban la plaza y que fueron retiradas en el y sustituidas por otras al gusto moderno

La plaza de San Antonio se encuentra en pleno centro de la villa de Santoña. Es además el centro social. Es una plaza amplia, arbolada, con bancos para sentarse, con un kiosco de música situado en la parte este; está rodeada de casas particulares, comercios (algunos muy antiguos), cafés y entidades bancarias. A esta plaza desembocan las calles:
- Calvo Sotelo.
- Manzanedo, que se prolonga hacia el norte hasta llegar al palacio Manzanedo.
- Las Huertas.
- Alfonso XII (antigua calle de Colino), que se prolonga hacia el sureste hasta la iglesia de la Virgen de Puerto.
- Cervantes, hacia el sur.
- Serna Occina, hacia el sur.
- San Felipe, hacia el sur.
- General Salinas, que se prolonga hasta llegar al muelle. Era la antigua calle de la Dársena.

## Historia
A finales del siglo XIX el ayuntamiento empezó a proyectar un espacio que sirviera como plaza céntrica o plaza Mayor. Para ello se pensó en la zona que hoy ocupa la plaza del General Mola, que es un rectángulo no muy extenso a espaldas de donde después estaría el mercado de abastos. Pero más tarde se pensó en otro espacio más céntrico y más amplio que fue su lugar definitivo. El Ayuntamiento aprobó en 1880 el Plano Parcial en este último lugar, es decir, aprobó la alineación y calles que desembocarían. El resultado sería llevado a cabo por el arquitecto Alfredo de Escalera.
La configuración de la plaza tomó en un principio la forma de un triángulo, entre las calles de Manzanedo, Cagigal (después Calvo Sotelo) y Colino (después Alfonso XII). El espacio triangular se fue modificando y ampliando hacia el oeste hasta conformar un rectángulo en el que se fueron edificando inmuebles y al que fueron desembocando calles nuevas o ampliaciones de algunas ya existentes. En el lado sur sólo existía el edificio de las Damas Catequistas con quienes en 1908 firmó el Ayuntamiento un contrato para la apertura de la calle Serna Occina. Después se abrió la calle de Cervantes y a continuación Alfonso XII. La calle del General Salinas se terminó de adecentar en 1909. Hasta el año 1937 no se consiguió la total ampliación hacia el oeste y esto sucedió cuando por fin se pudieron expropiar y derribar los inmuebles propiedad de Virgilio Carro que consistían en la fonda La Paquita y la droguería La Cubanita. Por el este la plaza quedó perfectamente alineada con las calles de Cervantes y Manzanedo (una frente a la otra).
Después fue apareciendo el mobiliario urbano: una farola de varios focos asentada sobre una base circular que formaba una rosa de los vientos a la que el pueblo bautizó como la Estrella. Más tarde se plantaron árboles y se pusieron más farolas de hierro colado, bancos para sentarse y un kiosco o templete para la música.

### Kiosco o templete de la música

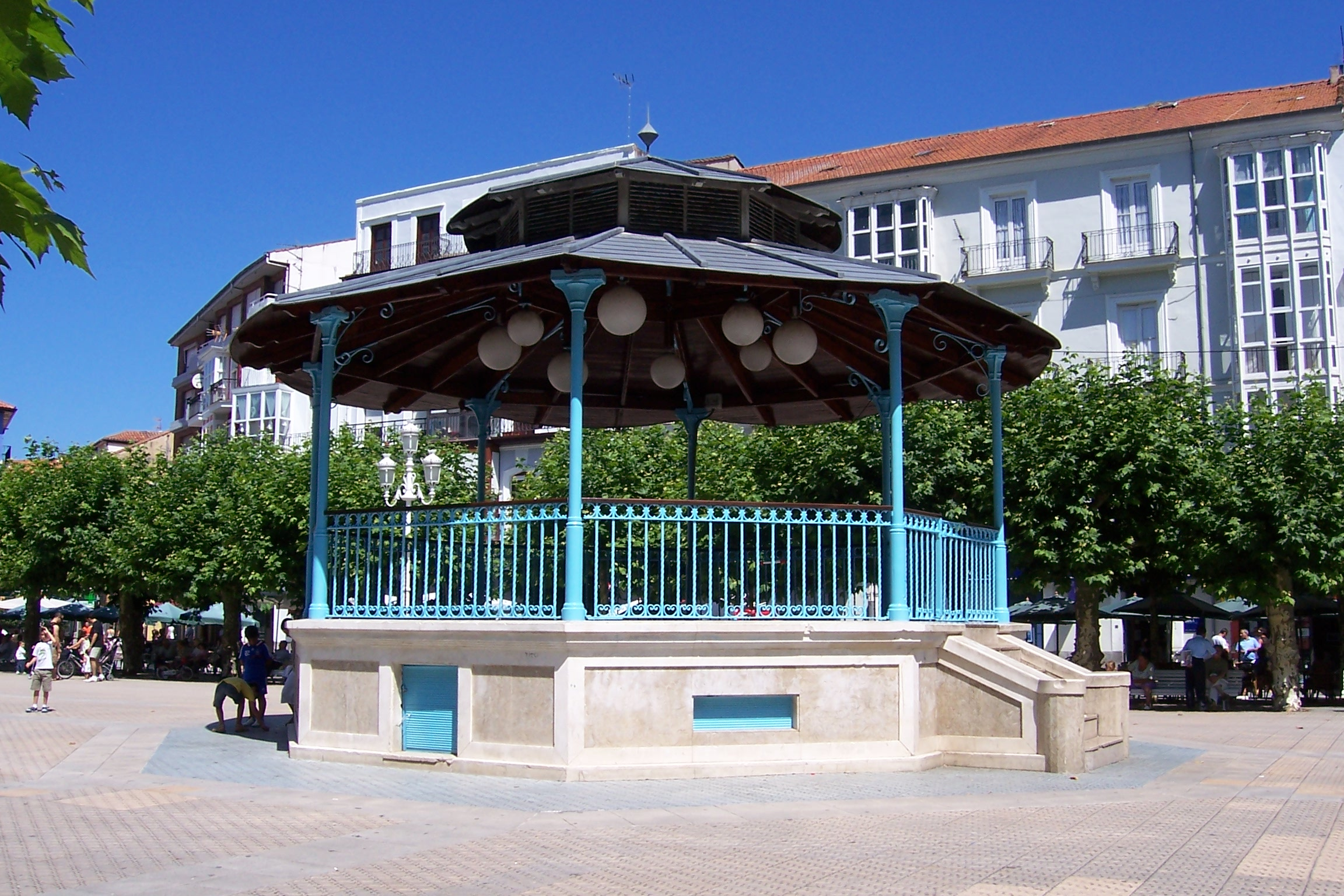
Kiosco de la música

En Santoña como en casi todos los pueblos españoles se tenía por costumbre bailar al aire libre, en las plazas, durante las fiestas. En la plaza de San Antonio estos bailes se efectuaban al son del tamborilero municipal. Después las bandas de música sustituyeron al tamborilero colocándose en el suelo directamente sin ningún tipo de elevación. En 1915 el arquitecto municipal Sáez de Baret hizo el proyecto de una base octogonal de piedra para un kiosco, pero hasta 1928 no se vio realizado por entero con columnas y balconaje de hierro más dos tejadillos a modo de pagoda. Casi todo el material empleado procedía del desmonte de los restos del penal viejo que había sufrido un gran incendio.

### Capilla de San Antonio
Existía desde antiguo en el solar donde se encuentra el Banco Bankinter una capilla particular perteneciente a la familia conocida en el pueblo como las Jesusas. El último miembro de esta familia, Casimira, donó la capilla a la Iglesia.

### Edificio de las Damas Catequistas
Este edificio, más su capilla en un lateral se encontraba en el lado sur de la plaza de San Antonio, entre las calles Cervantes y Serna Occina.
A finales del siglo XIX, Carmen Manjón (viuda del general Salinas) donó el edificio más el solar adyacente a las Damas Catequistas. La propiedad de las Damas ocupaba casi todo el lado sur de la plaza, desde la calle de Cervantes hasta la calle Occina. La calle de Cervantes se inauguró el 8 de mayo de 1905 y con ese motivo se colocó la placa conmemorativa con el nombre en la fachada lateral del edificio de las Catequistas. Cuando por los años 60 del siglo XX se derribó el inmueble, desapareció la placa.
En 1904 las Damas construyeron la iglesia pegada a sus casas, haciendo esquina con la calle de Serna Occina y respetando la misma altura que el edificio. Entre Serna Occina y San Felipe se construyó el edificio del Banco Mercantil (después sede del Banco de Santander), quedando así completo y urbanizado el lado sur de la plaza.

### La fuente

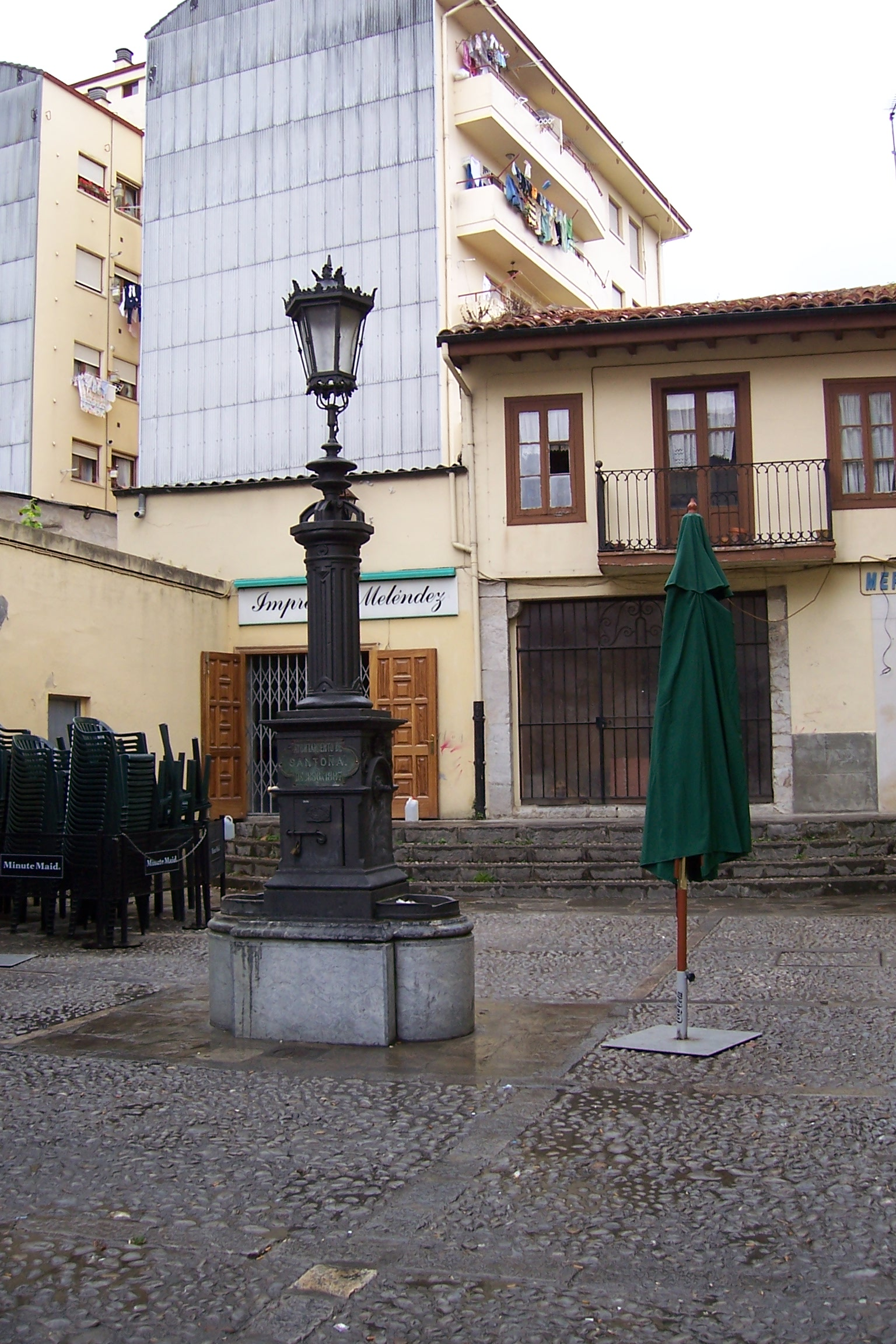
Fuente pública que sería colocada en la parte norte de la plaza

El Ayuntamiento encargó a los Talleres Tomás, de Villanueva y Geltrú una fuente pública que sería colocada en la parte norte de la plaza. Después se trasladó al lado opuesto, frente al edificio de las Damas Catequistas por lo que los santoñeses empezaron a llamarla fuente de las Catequistas. La fuente ya no está en el mismo lugar porque fue trasladada a la cercana Plazuela de la Constitución (que antes se llamó Plazuela de Correos). Tiene una placa con la inscripción:

Ayuntamiento de Santoña 1886-1887

### La plaza en los siglosXXyXXI
En 1983 el Ayuntamiento dedicó parte del presupuesto a cambiar y adecentar la plaza. Se hizo el enlosado del suelo y se construyó un edificio parecido a una pérgola, muy de moda por aquellos años. La estructura consistía en una especie de pórtico con techo, con columnas y con sus frentes abiertos. En teoría debía servir para realizar actos bajo techado pero nunca se hizo nada. Los santoñeses llamaron a esa estructura el partenón y a veces el paternón. En el año 1993, desmontaron el partenón y en su lugar colocaron una farola a imitación de la primitiva con la rosa de los vientos como peana. En los años 2000 se colocó un cañón a la
altura del arranque de la calle Cervantes, en recuerdo de la importancia militar y de plaza fuerte que tuvo Santoña. En el 2005 el cañón se trasladó al Pasaje y en su lugar se colocó una estatua de Cervantes.

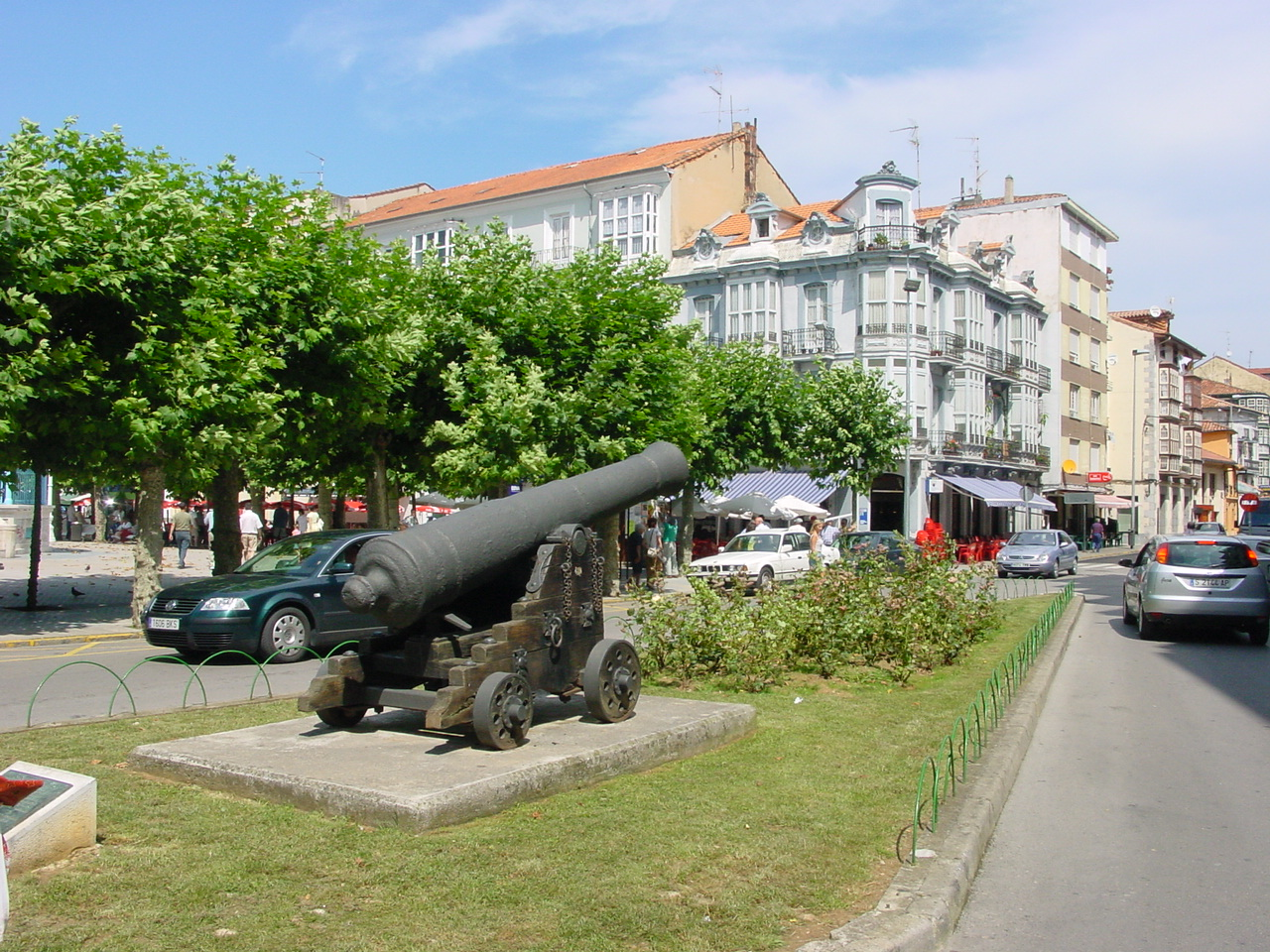
Se colocó un cañón a la altura del arranque de la calle Cervantes que más tarde se trasladó al Pasaje
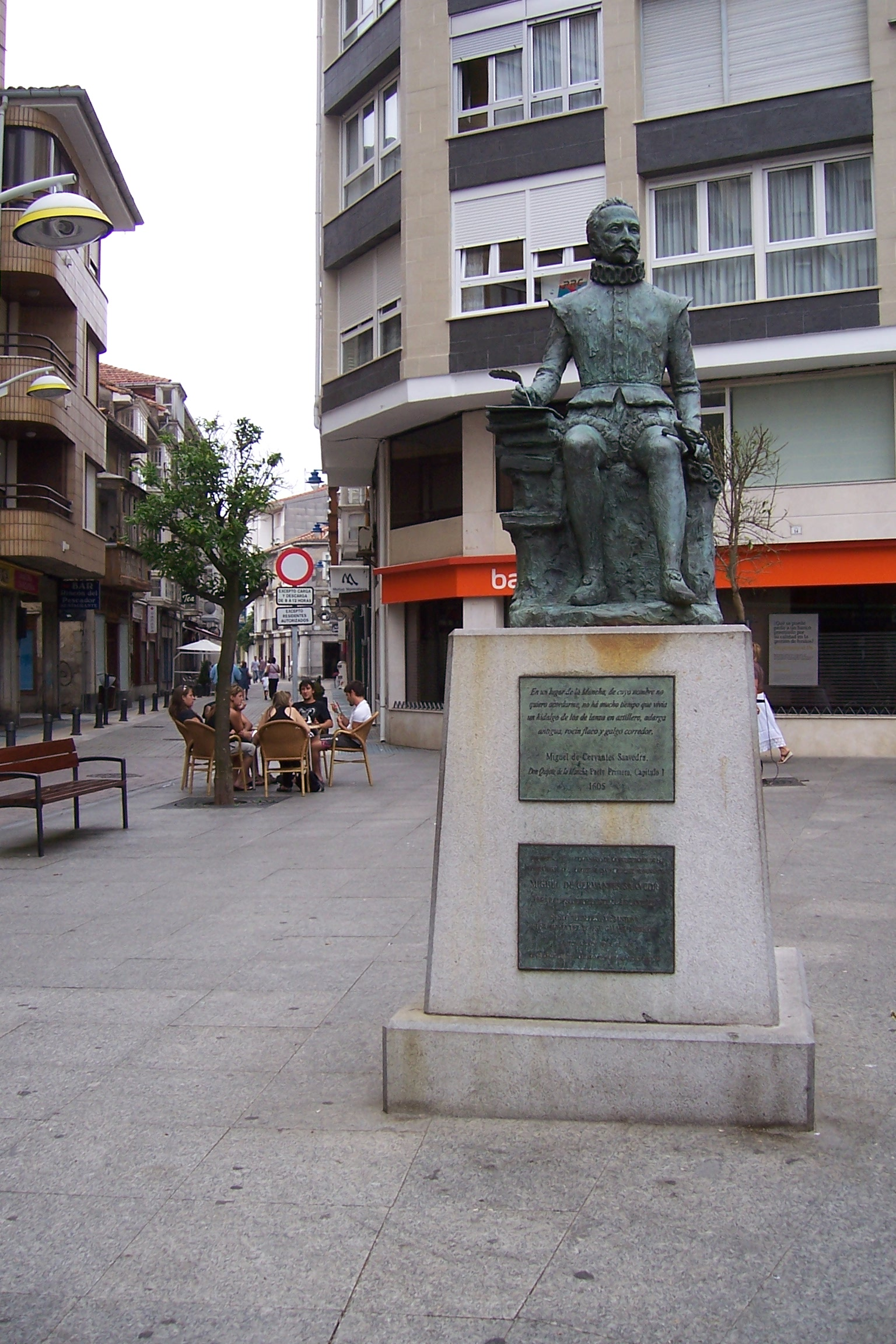
Estatua de Cervantes